# Вернер Фрайберґ
Вернер Фрайберґ (нім. Werner Freyberg, 29 липня 1902 — 15 січня 1973) — німецький хокеїст на траві.
Бронзовий призер Олімпійських Ігор 1928 року.